# 納瓦夫·阿奇迪
納瓦夫·阿奇迪（阿拉伯語：نواف بن ضاحي بن فيصل السويطي العقيدي，2000年5月10日—）是沙特阿拉伯的职业足球运动员，现效力沙特阿拉伯职业足球联赛球隊艾法特足球會。他曾随国家队参加2022年国际足联世界杯。

## 生平
納瓦夫在艾納斯青年隊開始了他的職業生涯。2019年6月30日，他入選沙烏地阿拉伯體育總局設立的足球人才培養計劃。2019年8月8日，他與艾納斯簽署了第一份職業合約。由於家庭原因，他從該計劃中回歸，並於2019年12月31日晉升為艾納斯一線隊。
2022年1月30日，阿奇迪租借加盟阿爾泰。他於2022年2月12日在3-1戰勝阿爾巴廷的比賽中首次亮相。他為阿爾泰出場7次並保持3場不失球，然後在賽季結束後返回艾納斯。

## 榮譽
艾納斯
- 沙特超級盃冠軍：2020
- 阿拉伯球會冠軍盃冠軍：2023[7]

沙特阿拉伯U23
- 亞足聯U-23亞洲盃冠軍：2022

### 個人
- 阿拉伯球會冠軍盃最佳門將：2023

## 外部連結
- Soccerway資料庫：納瓦夫·阿奇迪